# Achat Hotels
Achat Hotels, officieel ACHAT Hotel- und Immobilienbetriebsgesellschaft mbH, is een Duitse hotelketen. Eind 2024 exploiteerde de keten meer dan  50 3- en 4-sterrenhotels in Duitsland en één hotel in Hongarije. 

## Geschiedenis
Achat Hotels werd in 1991 opgericht in Mannheim. Het bedrijf exploiteert hotels onder de naam Achat Hotels en een tweede hotelformule onder de naam  LOGINN Hotels & Apartments. Sinds 2016 is Hannover Finance grootaandeelhouder in Achat Hotels. Ca. 10 procent van de aandelen is sinds 2016 in handen van GBK Beteiligungen AG.
In 2018 nam Achat Hotels meerdere hotels over van de Libertas-Gruppe uit Keulen. In 2023 werden 13 hotels overgenomen van Michel Hotels van de familie Michel. 
Op 28 november 2024 werd bekend dat de hotelketen uitstel van betaling had aangevraagd. De snelle groei en de integratie van de overgenomen hotels verliep langzamer dan gewenst. Dit in combinatie met de inflatie en de gevolgen van de coronapandemie hebben hiertoe geleid.